# Phytomyza auricornis
Phytomyza auricornis este o specie de muște din genul Phytomyza, familia Agromyzidae, descrisă de Frost în anul 1927.
Este endemică în New York. Conform Catalogue of Life specia Phytomyza auricornis nu are subspecii cunoscute.